# Puškinov muzej
Puškinov državni muzej lepih umetnosti (rusko Музей изобразительных искусств имени А. С. Пушкина, latinizirano: Muzej izobrazitel'nih iskustv imeni A. S. Puškina) je največji moskovski  muzej evropske umetnosti. Nahaja se na ulici Volhonka, nasproti stolnice Kristusa Odrešenika. Od leta 1981 v Puškinovem muzeju poteka mednarodni glasbeni festival Svjatoslava Rihterja z naslovom Decembrske noči. 

## Zgodovina
Muzej ni neposredno povezan z osebnostjo in delom Aleksandra Sergejeviča Puškina. Iniciator ustanovitve muzeja je bil Ivan Cvetajev, oče pesnice Marine Cvetajeve, ki je prepričal milijonarja in filantropa Jurija Nečajev-Malcova in arhitekta Romana Klajna, da Moskva potrebuje reprezentativen muzej umetnosti. Gradnja muzeja se je začela leta 1898 in se končala leta 1912. Zgradbo v novoklasicističnem slogu sta projektirala Roman Klajn in Vladimir Suhov. Gradnjo je financiral Jurij Nečajev.
Muzej se je na začetku imenoval po carju Aleksandru III. Zatem je imel več drugih imen in končno leta 1937 Puškinovo ime ob stoletnici pesnikove smrti.

## Muzej
Muzej je bil prvotno zamišljen kot muzej antične umetnosti. Predmeti iz tega obdobja so bili sprva tudi glavni del njegovi zbirk. Sam ustanovitelj, Ivan Cvetajev, je bil strokovnjak za starodavno klasično umetnost. 
Glavna zgradba muzeja ima dve nadstropji. Na večjem delu prvega nadstropja je  galerija odlitko slavnih skulptur. V drugem delu je galerija izvirnih slikarskih del italijanskega, nizozemskega, flamskega, španskega in francoskega slikarstva. V muzeju so tudi arheološke najdbe iz Starega Egipta, Grčije, Rima in maloazijskih civilizacij. Med najpomembnejšimi eksponati je Priamov zaklad iz Troje, na ogled od leta 1996. 
V sosednji zgradbi (Volhonka 14) je od leta 2006 Galerija umetnosti Evrope in  Amerike 19. in 20. stoletja (rusko Galereja iskusstva stran Evropi i Ameriki XIX—XX vekov). Okostje zbirke sodobne zahodne umetnosti tvorijo dela iz zbirk Sergeja Ščukina in Ivana Morozova, nacionaliziranih po oktobrski revoluciji spomledi 1918. Med njimi so dela impresionistov Paula Gauguina, Vincenta van Gogha, Paula Cézannea, Pabla Picassa, fauvistov in nabistov. 
Celotna zbirka Puškinovega muzeja v Moskvi obsega okoli 750 tisoč predmetov.
Muzej ima tudi nekaj dvoran za koncerte in druge razstave. V njem se od leta 1981 odvija Mednarodni glasbeni festival Svjatoslava Rihterja za naslovom Decemberske noči. Obstaja tudi oddelek, namenjen otrokom. 

## Gallery
- Eberswaldski zaklad
- Priamov zaklad
- Moskovski matematični papirus
- Fajumski portret
- Sandro Botticelli (ok. 1495-1498): Oznanjenje
- Lucas Cranach starejši (ok. 1520): Marija z otrokom
- Paris Bordone (ok. 1550): Prikazovanje Sibile cesarju Avgustu
- Rembrandt (1660): Ahasver in Haman na Esterinem prazniku
- Giambattista Pittoni (prva polovica 18. stoletja): Smrt Sofonisbe
- Paul Cézanne (1888): Pust
- Paul Gauguin (1888): Nočna kavarna, Arles
- Vincent van Gogh (1888): Rdeči vinograd, edina slika, ki jo je prodal, ko je bil še živ
- Henri de Toulouse-Lautrec (1894): Yvette Guilbert
- Edgar Degas (1897): Modri plesalci

## Sklic
1. ↑  RTS:Internet razgledanje Puškinovog muzeja Pristupljeno na dan 5. 7. 2012